# Digoniopterys
Digoniopterys là một chi thực vật có hoa trong họ Malpighiaceae.

## Loài
Chi Digoniopterys gồm các loài: